# Молодёжное (Санкт-Петербург)
Молодёжное (фин. Metsäkylä — Лесная деревня) — посёлок в России, внутригородское муниципальное образование в составе Курортного района города федерального значения Санкт-Петербурга. Численность населения по переписи 2010 года — 1587 чел. Поселение известно с XVII века, но существовало, по-видимому, и ранее. Название в переводе означает «лесная деревня». В начале XX века в деревне возникло огромное количество дач богатых петербуржцев. За красоту местности они называли эти края «Финляндской Ривьерой».

## Общие данные
В 2009 году в год 65-летия Выборгской наступательной операции на Марьиной горе установлен памятный знак в честь прорыва линии Ваммелсуу — Тайпале (ВТ) с надписью: 

Здесь 12 июня 1944 года войска Ленинградского фронта прорвали линию обороны «ВТ»

.
Во вторые выходные июня праздник: День посёлка Молодёжное.
Через посёлок вдоль побережья Финского залива проходит автодорога А-123 Зеленогорск—Приморск—Выборг, а на северной окраине его ограничивает железная дорога того же маршрута. В 1 км от посёлка среди бывших хуторов расположен одноимённый остановочный пункт (в прошлом — станция с одним главным и двумя боковыми путями, длинной низкой платформой и деревянным вокзалом), открытый в 1916 году и до 1949 года носивший название Ваммелъйоки (фин. Vammeljöki) — по названию реки, протекающей между Молодёжным и соседними Серово — Ушково (в прошлом — Тюрисевя, фин. Tyrisevä). Ныне эта протока называется Чёрной речкой — по цвету воды в ней.
На территории посёлка существовали памятники архитектуры регионального значения Дача Воронина и имение Мариоки.
- Инфраструктура посёлка
- Помещение администрации М.О.
- Почтовое отделение
- Центр посёлка
- Школа

По состоянию на 2011 год в посёлке проживают чуть более 1400 человек. Это, в основном работники здравниц, расположенных на территории муниципального образования. Посёлок состоит из 13 государственных, 12 ведомственных домов и нескольких домовладений частного сектора. Четыре магазина, школа с дошкольным отделением, детский сад, почтовое отделение и амбулатория. Планируется малоэтажное строительство на выделенных для этого 70 га земли. Запроектированы очистные сооружения, представляющие собой локальные модули. Завершён проект газификации.

## Историческая справка[7]
В 1765 году российский подданный немецкого происхождения Иоганн Карл Штрумпф основал в деревне Метсякюля первый на Карельском перешейке стекольный завод. Он был старейшим стекольным заводом во всей Финляндии и проработал до 1868 года, используя местные полезные ископаемые: глину и кварцевый песок, из которого изготавливали стекло. Название деревни Метсякюля объяснялось её месторасположением и наличием природных богатств, главным из которых был лес. Местные крестьяне на правах крепостных работали на лесозаготовках до 1812 года, когда обрели юридические права, но полновластными хозяевами своих земель стали после 1918 года.
Сельскохозяйственные угодья располагались в центре и северной части, именовавшейся Ванхасаха (Старая Лесопилка). Западная часть деревни заканчивалась мысом, на котором ещё в 1867 году появилась морская таможня, вследствие чего местечко получило название Туллиниеми (Таможенный мыс). Чистый Финский залив, сосняки, брусника, ельники, черника, берёзовые рощи, болотное редколесье, морошка, клюква привлекали сюда население Санкт-Петербурга.
В конце XIX века земли деревни начали распродаваться под дачное строительство. Первые дачи появились в 1850 году. Одной из первых строится вилла русского военачальника, члена Государственной Думы А. Н. Куропаткина; в памяти жителей от дачи осталась лестница с чугунными львами, ведущая от дома к морю, сам особняк не сохранился. Недалеко построил свой особняк, сохранившийся до настоящего времени, Владимир Михайлович Бехтерев. В центральной прибрежной части деревни стояли дачи начальника столичной полиции Спиридонова Н. В., генерала Лебедева В. И., писателя Мережковского Д. С., профессора Попова Д. Д., военного инженера-строителя Полешко Н. И., художника Рериха Н. К. В Метсякюля часто приезжал на отдых изобретатель динамита швед Альфред Нобель. В особняке Воронина М. С., построенном в 1910 году по проекту архитектора Бука П. П., останавливался командующий московским гарнизоном генерал Рейнбот. Здесь отдыхали Менделеев Д. И., Чулков Г., Зайцев Б., Кони А. Ф. и многие другие известные в России люди. Это место стали называть «Финляндской Ривьерой». В 1884 году управляющий Акционерным обществом Северо-Западных железных дорог петербургский финансист и писатель Картавцев Е. Э. купил здесь участок земли в 65 га, на котором до 1917 года стала развиваться романтическая трагедия история виллы «Мариоки» с центральным персонажем Крестовская, Мария Всеволодовна.
В 1905 году было основано Молодёжное общество, для которого в 1907 году построили собственное здание. Впоследствии в этом же здании размещались отделение шюцкора и женская организация «Лотта Свярд». Накануне войны осенью 1939 года в этом доме неожиданно прогремел взрыв, причиной которого стало неосторожное обращение с миной при проведении учебных занятий солдатами 3-го отдельного батальона. Так первые жертвы войны появились ещё до её начала.
Обе мировые войны оставили след в истории деревни. Во время 1-й Мировой её пересекла железнодорожная ветка стратегического назначения. Хотя работы по её строительству начались ещё в 1912 году, основные затраты пришлись на 1915—1916 годы. На краю деревни появилась станция Ваммельйоки с большим вокзалом. Надобности в нём не было и здание перевезли в Хельсинки, где оно служило по своему назначению на станции Пасила. В первые годы финляндской независимости в центральные районы страны перевезли большое количество брошенных русских дач, использовав их под банковские конторы и школы. В даче Куропаткина после ремонта разместили народную школу Лаутаранта, прежняя школа продолжала действовать на берегу Ваммельйоки. Особняк Воронина и несколько соседних дач передали Теософскому обществу.
1 декабря 1939 года через деревню прошли бои Зимней войны. Из 180 домов сгорело 55. В остальных в дальнейшем поселились в 1940 году советские переселенцы. В июле 1941 года боевые действия прокатились в обратном направлении и к сентябрю 1941 года в деревне осталось 108 пригодных для проживания строений, в которые въехали прежние хозяева. С 1942 по 1944 годы на территории производились фортификационные работы оборонительной линии «ВТ» в составе «Линии Маннергейма».
По окончании последней войны в Метсякюля и Лаутаранта вновь прибыли советские переселенцы. Селения вкупе с деревнями Ваммелсуу, Тюрисевя и Ванхасаха вошли в состав Курортного района города Ленинграда с центром в городе Териоки. По планам развития Ленинграда эта территория предназначалась для создания детских и подростковых оздоровительных учреждений, отчего Метсякюля переименовали в Молодёжное.
В уцелевшем здании бывшей народной школы разместился санаторий для лёгочных больных, который с весны 1959 года был перепрофилирован в санаторий «Чёрная речка» для больных с нарушениями сердечно-сосудистой системы. В настоящее время на этом месте находится детский оздоровительный лагерь, а санаторий «Чёрная речка» занимает только прибрежную полосу Финского залива. Несколько старинных русских дач, в том числе и особняк Воронина, погибли в последнее десятилетие от пожаров.

## Население
| 2002  | 2010  | 2012  | 2013  | 2014  | 2015  | 2016  |
| ----- | ----- | ----- | ----- | ----- | ----- | ----- |
| 1437  | ↗1587 | ↗1610 | ↗1633 | ↗1655 | ↗1674 | ↗1685 |
| 2017  | 2018  | 2019  | 2020  | 2021  | 2023  | 2025  |
| ↗1702 | ↗1705 | ↘1700 | ↗1710 | ↘1702 | ↘1668 | ↘1588 |

## Описание границ поселка Молодёжное
Карта границ муниципальных образований
Граница муниципального образования «посёлок Молодёжное» Курортного района Санкт-Петербурга проходит: от точки пересечения берега Финского залива с линией, являющейся продолжением западной границы территории бывшего пионерского лагеря «Варяг», по западной границе территории бывшего пионерского лагеря «Варяг» и её продолжению на северо-запад до Приморское шоссе, далее по оси Приморского шоссе на северо-восток до пересечения с юго-западной границей детского спортивно-оздоровительного центра, далее по юго-западной границе детского спортивно-оздоровительного центра до пересечения с лесной дорогой, далее по оси лесной дороги 200 м на северо-запад и 150 м на север до пересечения с лесной просекой между кварталами 74 и 56 Молодёжного лесничества, далее по северной стороне кварталов 74 и 73 Молодёжного лесничества, пересекая железнодорожные пути Приморского направления железной дороги, до Смолячкова ручья, далее по оси Смолячкова ручья до границы с Выборгского района Ленинградской области.
Далее от Смолячкова ручья на северо-восток по западной границе Молодёжного лесничества Курортного парклесхоза до Средневыборгского шоссе. Далее на юго-восток по оси Средневыборгского шоссе до северной стороны полосы отвода Приморского направления железной дороги, далее по северной стороне полосы отвода Приморского направления железной дороги до Чёрной речки, далее по оси Чёрной речки через заказник «Гладышевский» до уреза воды берега Финского залива, далее по урезу воды берега Финского залива до точки пересечения берега Финского залива с линией, являющейся продолжением западной границы территории бывшего пионерского лагеря «Варяг».
- Фотографии на границах муниципального образования посёлок Молодёжное
- Финский залив
- Устье Чёрной речки
- Граница между Молодёжное и Серово
- Гладышевский заказник

## Санаторно-курортный комплекс
| № п/п | Наименование   | Адрес                            | профиль                              | сайт                                               | Фото |
| 1     | «Чёрная речка» | Приморское шоссе, 648            | Санаторий                            |                                                    |      |
| 2     | «Солнечный»    | Приморское шоссе, 671            | детский оздоровительный лагерь       | 3 (недоступная ссылка)                             |      |
| 3     | «Академия»     | Приморское шоссе, 650            | Учебно-оздоровительный комплекс      |                                                    |      |
| 4     | «Балтиец»      | Почтовая ул., 10. Мыс Лаутаранта | ДОЛ законсервированная территория    |                                                    |      |
| 5     | «Театральный»  | Почтовая ул., 4                  | Дом отдыха                           |                                                    |      |
| 6     | «Маяк»         | Средневыборгское шоссе, 5        | Детская Б. О. ОАО «Морской порт СПб» | 7 Архивная копия от 23 мая 2007 на Wayback Machine |      |
| 7     | «Дружных»      | Средневыборгское шоссе, 8        | Детский оздоровительный лагерь       |                                                    |      |
| 8     | «Балтика»      | Средневыборгское шоссе, 14       | Детский оздоровительный лагерь       |                                                    |      |
| 9     | «Заря»         | Приморское шоссе, 656            | детский оздоровительный лагерь       |                                                    |      |
| 10    | «Молодёжное»   | Приморское шоссе, 651            | детский оздоровительный лагерь       |                                                    |      |
| ----- | -------------- | -------------------------------- | ------------------------------------ | -------------------------------------------------- | ---- |